# Lasioglossum cocos
Lasioglossum cocos là một loài Hymenoptera trong họ Halictidae. Loài này được Pauly & Munzinger mô tả khoa học năm 2003.